# Cymodoce aspera
Cymodoce aspera là một loài chân đều trong họ Sphaeromatidae. Loài này được Haswell miêu tả khoa học năm 1881.